# Надежда (канонерская лодка)
«Надежда» — торпедная канонерская лодка ВМС Болгарии.

## История
В 1896 году началось сближение Болгарии и Франции, в Болгарию был направлен первый французский специалист Поль Морон, который имел задачу подготовить условия для создания болгарского военно-морского флота. Французская военно-морская миссия действовала в Болгарии с 1897 по 1908 год.
Одним из результатов франко-болгарского сближения стал заказ на строительство корабля «Надежда» для военно-морского флота Болгарии на французской судостроительной верфи «Societe Anonyme des Chantiers et Ateliers de la Gironde» в Бордо. Проект корабля был разработан на базе французского авизо «Касабланка», его строительство продолжалось в 1897—1898 годах.
В 1900 году корабль был введён в состав военно-морского флота Болгарии (став самым крупным кораблем ВМС Болгарии) и официально числился крейсером, хотя по существу являлся мореходной торпедно-канонерской лодкой.
После начала русско-японской войны 1904—1905 годов Болгария направила в Россию санитарный отряд Красного Креста (2 врача, 2 сестры милосердия, 2 фельдшера и оснащение полевого госпиталя на 30 коек) для оказания помощи раненым Маньчжурской армии. 1 мая 1904 года санитарный отряд был доставлен из Болгарии в порт Одессы на крейсере «Надежда».
В 1911 году на крейсере была установлена мощная радиостанция «Телефункен».
В августе 1912 года «Надежда» напоролась на камни Анхиальской балки и была вынуждена встать на ремонт в России.
Во время первой Балканской войны радиостанция крейсера успешно глушила радиосвязь осаждённой турецкой Адрианопольской крепости с главным командованием в Константинополе.
Корабль также принимал участие во второй Балканской войне.
В начале Первой мировой войны 100-мм орудия с корабля были демонтированы, после чего крейсер стал брандвахтой в Варне.
16 сентября 1918 года «Надежда» пришла для ремонта в Севастополь, в котором находились оккупационные немецкие войска и оставалась там, когда немецкие войска сменили войска Антанты.
С целью исключить возможность воздействия на экипаж коммунистической пропаганды, командир корабля капитан-лейтенант Борис Стателов запретил контакты экипажа с русскими рабочими, но этот приказ не выполнялся.
29 сентября 1918 года в городе Салоники представители правительства Болгарии и Антанты подписали мирный договор. Договор предусматривал проведение демобилизации болгарской армии под контролем сил Антанты.
Вслед за этим с британских кораблей последовал приказ — спустить болгарский флаг и поднять над кораблём флаг английского военно-морского флота. Это требование англичан вызвало возмущение экипажа.
Получив сообщение о демобилизации болгарской армии, капитан крейсера отправил в Болгарию большую часть экипажа, оставив 24 человека из числа наиболее благонадежных.
На борту корабля был создан Революционный комитет, руководителями которого являлись портупей-юнкер Спас Спасов, Иван Тотев и Штерю Тодинов. Через севастопольского слесаря Александра Рупчева (болгарина по национальности) комитет установил связь с подпольной городской организацией большевиков Севастополя.
10 декабря 1918 года состоялось первое заседание комитета, на котором были составлены требования к командиру корабля: улучшить питание, разрешить команде получение писем из Болгарии, выделить средства для поездки делегации в Болгарию, остановить ремонтные работы (чтобы исключить возможность использования корабля в войне против Советской России).
Требования были предъявлены командиру крейсера, который отказался их удовлетворить и покинул корабль. Управление крейсера перешло в руки комитета.
15 декабря 1918 года на корабле началось восстание под руководством портупей-юнкера Спаса Спасова, в котором участвовали 20 из 24 членов экипажа (все, кроме капитана Стателова, мичмана Бакырджиева и двух кондукторов). Мичман Бакырджиев запер арсенал, в котором хранилось оружие, однако у С. Спасова остался пистолет. В начавшейся схватке Бакырджиев был застрелен. Выстрелы на борту болгарского крейсера услышали солдаты Антанты, находившиеся в порту.
Болгарские моряки приняли решение дождаться темноты и к полуночи покинуть корабль, но «Надежду» блокировали корабли английского военно-морского флота и к вечеру восстание было подавлено английским отрядом, который вызвал командир крейсера.
В состав английского отряда входили два офицера военно-морского флота (командир отряда лейтенант-коммандер Д. М. Бидфорд и лейтенант Гриббит), военный врач и команда из английских морских пехотинцев и моряков линейного корабля «Темерер» с 31 винтовкой и шестью пулемётами "льюис". Команда высадилась на палубу крейсера со шлюпок, после чего восставшие были разоружены и арестованы (у них изъяли один пистолет и кинжал, остальное оружие осталось в арсенале), на "Надежде" была оставлена охрана из 18 английских военнослужащих, а остальные доставили арестованных болгар на линкор «Темерер».
В дальнейшем, с участников восстания сорвали погоны, перегрузили в трюм английского миноносца «Фьюри», который доставил их в Варну и передал болгарским властям. Вслед за этим, участники восстания были осуждены военно-полевым судом.
21 апреля 1919 года начался судебный процесс. 26 апреля 1919 года военно-полевой суд приговорил Спаса Спасова к расстрелу (заменён пожизненным заключением), а других участников восстания — к тюремному заключению на сроки от 2 до 12 лет (с помощью сочувствующих, Спасов сумел бежать из тюрьмы, но был вынужден скрываться, а затем эмигрировать из Болгарии в Алжир).
Покидая Севастополь в 1920 году, силы Антанты разрушили двигатель корабля и демонтировали приборы и все оборудование. Вступившая 15 ноября 1920 в город Красная Армия получила фактически только корпус.
После окончания гражданской войны «Надежда» оставалась в Севастополе, но не использовалась. С течением времени состояние корабля ухудшалось, но в условиях дефицита ресурсов 1920-х годов желания восстанавливать корабль у руководства СССР не было.
В конце 1920-х годов корабль разобрали на металл.
13 декабря 1968 года Указом Президиума Верховного Совета СССР группа бывших матросов болгарского крейсера «Надежда» — участников восстания в декабре 1918 года в Севастополе была награждена орденами СССР.

## Память
- 100-мм орудие крейсера «Надежда» установлено снаружи здания Военно-морского музея в Варне[5].

## Отражение в литературе и искусстве
- «Бунт на крейсере „Надежда“» — сюита 1954 года, автором которой являлся болгарский композитор Г. Тутев
- «Экипаж крейсера „Надежда“» — чёрно-белый художественный фильм (Болгария, 1956)[14]

## Галерея

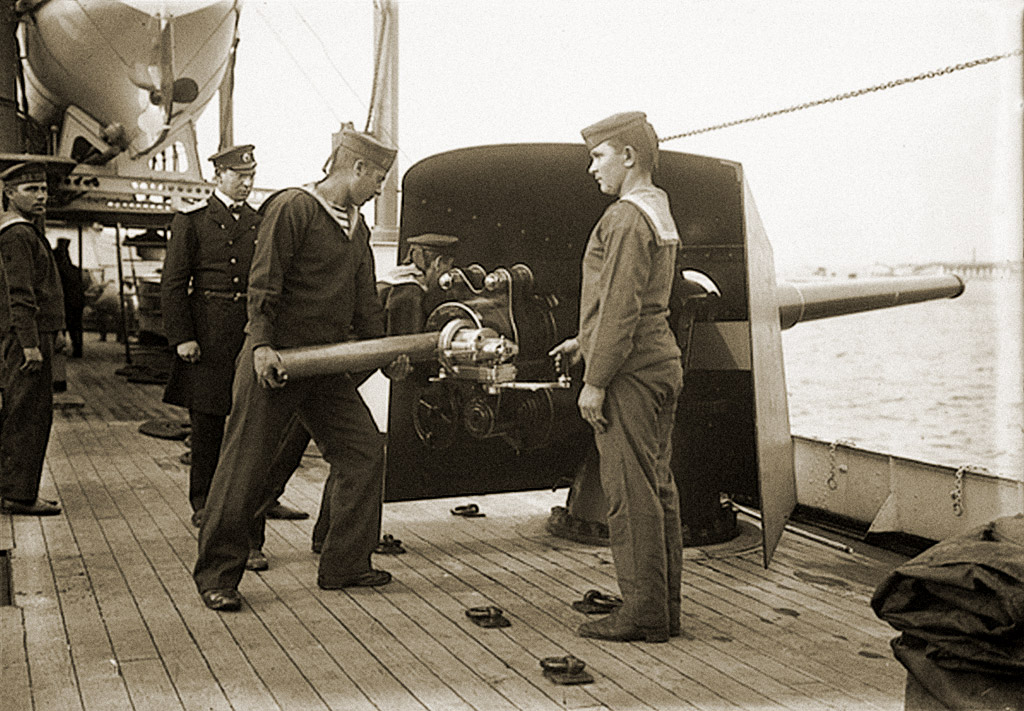